# 大安溪橋 (台鐵)
大安溪橋位於台灣台中市里區與苗栗縣三義鄉 (台灣)之間、連接臺灣鐵路臺中線泰安車站與三義車站路段，橫跨大安溪與其南、北岸灘地。此橋是台鐵「山線鐵路竹南至豐原間改線與雙軌工程」之中，於1998年9月24日通車的鐵路橋梁。
臺灣鐵路局（今臺鐵公司）自1987年7月起進行「山線鐵路竹南至豐原間改線與雙軌工程」，於1988年10月7日（另一說17日）動工新建大安溪橋，以取代舊山線大安溪鐵橋。新橋由福隆營造公司承包，橋長1058.3公尺，採圓形沉箱基礎、單圓柱斷面型Ｔ形橋墩，為上承式預力Ｉ型梁雙線淨空鐵路橋。
大安溪橋工程期間勞動力不足，承包商除持續招募國內勞工之外，亦與臺鐵局山線雙軌工程處合作，向行政院勞工委員會（今中華民國勞動部）申請外籍勞工。俟29名泰國籍勞工於1991年6月協助收尾階段工項，新橋於1991年10月～12月間完工，並於1998年9月24日隨新山線鐵路三義～后里段切換通車而啟用，橋面鋪設傳統道碴式軌道。

## 有關條目
- 大安溪鐵橋
- 臺中線
- 三義鄉 (台灣)
- 后里區
- 三義車站
- 泰安車站 (台中線)